# Un amore senza tempo
Un amore senza tempo (Evening) è un film statunitense del 2007 diretto da Lajos Koltai, adattamento cinematografico del romanzo Evening di Susan Minot.

## Trama
Ann Grant Lord, malata terminale di cancro, giace a letto accudita dalle figlie Nina e Connie. Nei suoi deliri causati dalla malattia, Ann ripercorre le tappe della sua giovinezza, quando era una promettente cantante ventiquattrenne. Con la mente ritorna negli anni cinquanta, quando si era recata alla residenza dei Wittenborn, per il matrimonio della migliore amica Lila. Nell'attesa del matrimonio, Ann passa le sue giornate con il fratello di Lila, l'indeciso Buddy, ma quel week-end segna anche il suo incontro con il promettente medico Harris, che con il suo fascino ha fatto innamorare più di una persona.

## Cast
- Nel film recitano due coppie di madre e figlia: Vanessa Redgrave madre di Natasha Richardson e Meryl Streep madre di Mamie Gummer.
- Per il ruolo di Ann da giovane, erano state prese in considerazione Kate Bosworth, Rachel McAdams e Kirsten Dunst, ma la parte è poi stata affidata a Claire Danes.

## Riconoscimenti
- 2007 - Alliance of Women Film Journalists
  - Candidatura Menzione Speciale
- 2008 - AARP Movies for Grownups Awards
  - Candidatura Miglior attrice a Vanessa Redgrave
- 2007 - Film by the Sea International Film Festival
  - Candidatura Premio del cinema e della letteratura a Lajos Koltai